# Adelophis
Adelophis este un gen de șerpi din familia Colubridae.

Cladograma conform Catalogue of Life:
| Adelophis | \| \| Adelophis copei \| \| \| \| \| \| Adelophis foxi \| \| \| \| |
|           | \| \| Adelophis copei \| \| \| \| \| \| Adelophis foxi \| \| \| \| |
|           | Adelophis copei                                                    |
|           |                                                                    |
|           | Adelophis foxi                                                     |
|           |                                                                    |